# Fili (singolo)
Fili è un singolo del rapper italiano Frankie hi-nrg mc, il secondo estratto che anticipa l'uscita del secondo album in studio La morte dei miracoli e pubblicato nel 1997.
Il brano è caratterizzato da un campionamento di Questione di feeling, brano del 1985 di Mina e Riccardo Cocciante.

## Tracce
1. Fili (Versione Album) – 3:20
2. Fili (Remix) – 3:30
3. La cattura – 3:02
4. Fili (Strumentale) – 3:20